# Stanwix Peak
Stanwix Peak är en bergstopp i Antarktis. Den ligger i Östantarktis. Nya Zeeland gör anspråk på området. Toppen på Stanwix Peak är 2 240 meter över havet.
Terrängen runt Stanwix Peak är huvudsakligen kuperad. Trakten är obefolkad. Det finns inga samhällen i närheten. 